# 일본국 헌법 제37조
일본국 헌법 제37조(일본어: 日本国憲法第37条)은 일본국 헌법 제3장 "국민의 권리와 의무"의 조문 중 하나이다. 형사 피고인의 권리에 대해 규정하고 있다.

## 조문
일본국 헌법 제37조
① 모든 형사 사건에 있어서 피고인은 공평한 재판소의 신속한 공개 재판을 받을 권리를 가진다.
② 형사 피고인은 모든 증인에 대하여 심문할 기회를 충분히 부여받으며, 공비로 자기를 위하여 강제적 절차에 의하여 증인을 요청할 권리를 가진다.
③ 형사 피고인은 어떠한 경우에도 자격을 가진 변호인을 의뢰할 수 있다. 피고인이 스스로 이를 의뢰할 수 없는 때에는 국가에서 이를 붙인다.

## 해설
형사 피고인의 재판받을 권리, 증인을 심문할 권리, 변호인을 선임할 권리를 규정하고 있다. 만약 피고인이 사정상 스스로 변호인을 의뢰하지 못할 경우에는 국가에서 국선변호인을 붙이도록 되어 있다.